# Temporada 1959 de Fórmula 1
La temporada 1959 de Fórmula 1 fue la 10.ª del Campeonato Mundial de Fórmula 1 de la FIA. Se disputó entre el 10 de mayo y el 12 de diciembre. El campeonato consistió en nueve carreras, ocho de Fórmula 1 más la Indianápolis 500, disputada bajo las reglas de la AAA. Se cancelaron además tres Grandes Premios (Argentina, Bélgica y Marruecos). Jack Brabham ganó su primer Campeonato de Pilotos; Cooper-Climax ganó el Campeonato de Constructores.

## Resumen de la temporada
La retirada de Juan Manuel Fangio y Mike Hawthorn significó que por primera vez no hubiese un piloto campeón en la parrilla.
Cooper, con su revolucionario coche de motor trasero, alimentado por un compacto motor de 2.5 litros de Coventry Climax, ganó cinco Grandes Premios con Jack Brabham, Stirling Moss y Bruce McLaren. BRM consiguió su primera victoria con Jo Bonnier.
El primer Gran Premio de los Estados Unidos sería también último Gran Premio de la temporada, al que llegaron con opciones de proclamarse campeones tanto Moss y Brabham, de Cooper, como Tony Brooks, de Ferrari.
Moss se retiró por problemas mecánicos y Brabham pasó a liderar la carrera. Sin embargo, su monoplaza se quedó sin gasolina en la subida a meta y terminó la carrera empujando el coche. Brooks, que estaba obligado a ganar, no pasó del tercer puesto.
Brabham se convirtió así en el primer australiano Campeón del Mundo de Pilotos, Cooper ganó su primer Campeonato de Constructores, y fue el primer campeonato que ganó un monoplaza de motor trasero.

## Escuderías y pilotos
| Escudería                  | Constructor   | Chasis        | Motor                                  | Piloto                   | Rondas       |
| -------------------------- | ------------- | ------------- | -------------------------------------- | ------------------------ | ------------ |
| Dr Ing F. Porsche KG       | Behra-Porsche | RSK           | Porsche 547/3 1.5 F4                   | Maria Teresa de Filippis | 1            |
| Dr Ing F. Porsche KG       | Porsche       | 718 RSK 718/2 | Porsche 547/3 1.5 F4                   | Wolfgang von Trips       | 1, 6         |
| Equipe Nationale Belge     | Cooper        | T51           | Climax FPF 1.5 L4                      | Lucien Bianchi           | 1            |
| Equipe Nationale Belge     | Cooper        | T51           | Climax FPF 1.5 L4                      | Alain de Changy          | 1            |
| Jean Lucienbonnet          | Cooper        | T45           | Climax FPF 1.5 L4                      | Jean Lucienbonnet        | 1            |
| Owen Racing Organisation   | BRM           | P25           | BRM P25 2.5 L4                         | Harry Schell             | 1, 3-8       |
| Owen Racing Organisation   | BRM           | P25           | BRM P25 2.5 L4                         | Jo Bonnier               | 1, 3-8       |
| Owen Racing Organisation   | BRM           | P25           | BRM P25 2.5 L4                         | Ron Flockhart            | 1, 4-5, 7-8  |
| Cooper Car Company         | Cooper        | T51           | Climax FPF 2.5 L4                      | Bruce McLaren            | 1, 4-9       |
| Cooper Car Company         | Cooper        | T51           | Climax FPF 2.5 L4                      | Jack Brabham             | 1, 3-9       |
| Cooper Car Company         | Cooper        | T51           | Climax FPF 2.5 L4                      | Masten Gregory           | 1, 3-7       |
| Cooper Car Company         | Cooper        | T51           | Climax FPF 2.5 L4                      | Giorgio Scarlatti        | 8            |
| R.R.C. Walker Racing Team  | Cooper        | T51           | Climax FPF 2.5 L4                      | Stirling Moss            | 1, 3, 6-9    |
| R.R.C. Walker Racing Team  | Cooper        | T51           | Climax FPF 2.5 L4                      | Maurice Trintignant      | 1, 3-9       |
| British Racing Partnership | BRM           | P25           | BRM P25 2.5 L4                         | Stirling Moss            | 4-5          |
| British Racing Partnership | BRM           | P25           | BRM P25 2.5 L4                         | Hans Herrmann            | 6            |
| British Racing Partnership | Cooper        | T51           | Climax FPF 1.5 L4                      | Ivor Bueb                | 1            |
| British Racing Partnership | Cooper        | T51           | Borgward 1500 RS 1.5 L4                | Ivor Bueb                | 5            |
| British Racing Partnership | Cooper        | T51           | Borgward 1500 RS 1.5 L4                | Chris Bristow            | 5            |
| High Efficiency Motors     | Cooper        | T45           | Maserati 250S 2.5 L4                   | Roy Salvadori            | 1, 4, 9      |
| High Efficiency Motors     | Cooper        | T45           | Maserati 250S 2.5 L4                   | Jack Fairman             | 8            |
| High Efficiency Motors     | Cooper        | T45           | Climax FPF 2.5 L4                      | Jack Fairman             | 5            |
| Team Lotus                 | Lotus         | 16            | Climax FPF 2.5 L4                      | Graham Hill              | 1, 3-8       |
| Team Lotus                 | Lotus         | 16            | Climax FPF 2.5 L4                      | Pete Lovely              | 1            |
| Team Lotus                 | Lotus         | 16            | Climax FPF 2.5 L4                      | Innes Ireland            | 3-4, 6-9     |
| Team Lotus                 | Lotus         | 16            | Climax FPF 2.5 L4                      | Alan Stacey              | 5, 9         |
| John Fisher                | Lotus         | 16            | Climax FPF 1.5 L4                      | Bruce Halford            | 1            |
| Scuderia Ferrari           | Ferrari       | 246 156       | Ferrari 155 2.4 V6 Ferrari D156 1.5 V6 | Jean Behra               | 1, 3-4       |
| Scuderia Ferrari           | Ferrari       | 246 156       | Ferrari 155 2.4 V6 Ferrari D156 1.5 V6 | Phil Hill                | 1, 3-4, 6-9  |
| Scuderia Ferrari           | Ferrari       | 246 156       | Ferrari 155 2.4 V6 Ferrari D156 1.5 V6 | Tony Brooks              | 1, 3-4, 6-9  |
| Scuderia Ferrari           | Ferrari       | 246 156       | Ferrari 155 2.4 V6 Ferrari D156 1.5 V6 | Cliff Allison            | 1, 3, 6, 8-9 |
| Scuderia Ferrari           | Ferrari       | 246 156       | Ferrari 155 2.4 V6 Ferrari D156 1.5 V6 | Olivier Gendebien        | 4, 8         |
| Scuderia Ferrari           | Ferrari       | 246 156       | Ferrari 155 2.4 V6 Ferrari D156 1.5 V6 | Dan Gurney               | 4, 6-8       |
| Scuderia Ferrari           | Ferrari       | 246 156       | Ferrari 155 2.4 V6 Ferrari D156 1.5 V6 | Wolfgang von Trips       | 9            |
| Scuderia Ugolini           | Maserati      | 250F          | Maserati 250F1 2.5 L6                  | Giorgio Scarlatti        | 1, 4         |
| Scuderia Ugolini           | Maserati      | 250F          | Maserati 250F1 2.5 L6                  | Carel Godin de Beaufort  | 4            |
| Monte Carlo Auto Sport     | Maserati      | 250F          | Maserati 250F1 2.5 L6                  | André Testut             | 1            |
| David Brown Corporation    | Aston Martin  | DBR4          | Aston Martin RB6 2.5 L6                | Roy Salvadori            | 3, 5, 7-8    |
| David Brown Corporation    | Aston Martin  | DBR4          | Aston Martin RB6 2.5 L6                | Carroll Shelby           | 3, 5, 7-8    |
| Ecurie Maarsbergen         | Porsche       | 718 RSK       | Porsche 547/3 1.5 F4                   | Carel Godin de Beaufort  | 3            |
| Scuderia Centro Sud        | Cooper        | T51           | Maserati 250S 2.5 L4                   | Ian Burgess              | 4-6, 8       |
| Scuderia Centro Sud        | Cooper        | T51           | Maserati 250S 2.5 L4                   | Colin Davis              | 4, 8         |
| Scuderia Centro Sud        | Cooper        | T51           | Maserati 250S 2.5 L4                   | Hans Herrmann            | 5            |
| Scuderia Centro Sud        | Cooper        | T51           | Maserati 250S 2.5 L4                   | Mário de Araújo Cabral   | 7            |
| Scuderia Centro Sud        | Maserati      | 250F          | Maserati 250F1 2.5 L6                  | Asdrúbal Fontes Bayardo  | 4            |
| Scuderia Centro Sud        | Maserati      | 250F          | Maserati 250F1 2.5 L6                  | Fritz d'Orey             | 4-5          |
| Vandervell Products        | Vanwall       | VW 59         | Vanwall 254 2.5 L4                     | Tony Brooks              | 5            |
| J.B. Naylor                | JBW           | 59            | Maserati 250S 2.5 L4                   | Brian Naylor             | 5            |
| Ace Garage - Rotherham     | Cooper        | T51           | Climax FPF 1.5 L4                      | Trevor Taylor            | 5            |
| Alan Brown Equipe          | Cooper        | T45           | Climax FPF 1.5 L4                      | Mike Taylor              | 5            |
| Alan Brown Equipe          | Cooper        | T45           | Climax FPF 1.5 L4                      | Peter Ashdown            | 5            |
| Gilby Engineering          | Cooper        | T45           | Climax FPF 1.5 L4                      | Keith Greene             | 5            |
| United Racing Stable       | Cooper        | T51           | Climax FPF 1.5 L4                      | Bill Moss                | 5            |
| R.H.H. Parnell             | Cooper        | T51 T45       | Climax FPF 1.5 L4                      | Henry Taylor             | 5            |
| R.H.H. Parnell             | Cooper        | T51 T45       | Climax FPF 1.5 L4                      | Tim Parnell              | 5            |
| David Fry                  | Fry           | F2            | Climax FPF 1.5 L4                      | Mike Parkes              | 5            |
| Dennis Taylor              | Lotus         | 12            | Climax FPF 1.5 L4                      | Dennis Taylor            | 5            |
| Dorchester Service Station | Lotus         | 16            | Climax FPF 1.5 L4                      | David Piper              | 5            |
| Jean Behra                 | Behra-Porsche | RSK           | Porsche 547/3 1.5 F4                   | Jean Behra               | 6            |
| Ottorino Volonterio        | Maserati      | 250F          | Maserati 250F1 2.5 L6                  | Giulio Cabianca          | 8            |
| Leader Cards Inc.          | Kurtis Kraft  | Midget        | Offenhauser 1.7 L4                     | Rodger Ward              | 9            |
| OSCA Automobili            | Cooper        | T43           | OSCA 2.0 L4                            | Alejandro de Tomaso      | 9            |
| Camoradi USA               | Tec-Mec       | F415          | Maserati 250F1 2.5 L6                  | Fritz d'Orey             | 9            |
| Taylor-Crawley Racing Team | Cooper        | T51           | Climax FPF 2.5 L4                      | George Constantine       | 9            |
| Blanchard Automobile Co.   | Porsche       | 718 RSK       | Porsche 547/3 1.5 F4                   | Harry Blanchard          | 9            |
| Connaught Cars-Paul Emery  | Connaught     | C             | Alta GP 2.5 L4                         | Bob Said                 | 9            |
| Ecurie Bleue               | Cooper        | T51           | Climax FPF 2.5 L4                      | Harry Schell             | 9            |
| Phil Cade                  | Maserati      | 250F          | Maserati 250F1 2.5 L6                  | Phil Cade                | 9            |

## Resultados
| Carrera                           | Fecha            | Circuito      | Piloto ganador | Constructor ganador | Resultados |
| --------------------------------- | ---------------- | ------------- | -------------- | ------------------- | ---------- |
| Gran Premio de Mónaco             | 10 de mayo       | Mónaco        | Jack Brabham   | Cooper-Climax       | Resultados |
| Indianápolis 500                  | 30 de mayo       | Indianápolis  | Rodger Ward    | Watson-Offenhauser  | Resultados |
| Gran Premio de los Países Bajos   | 31 de mayo       | Zandvoort     | Jo Bonnier     | BRM                 | Resultados |
| Gran Premio de Francia            | 5 de julio       | Reims         | Tony Brooks    | Ferrari             | Resultados |
| Gran Premio de Gran Bretaña       | 18 de julio      | Aintree       | Jack Brabham   | Cooper-Climax       | Resultados |
| Gran Premio de Alemania           | 2 de agosto      | AVUS          | Tony Brooks    | Ferrari             | Resultados |
| Gran Premio de Portugal           | 23 de agosto     | Monsanto Park | Stirling Moss  | Cooper-Climax       | Resultados |
| Gran Premio de Italia             | 13 de septiembre | Monza         | Stirling Moss  | Cooper-Climax       | Resultados |
| Gran Premio de los Estados Unidos | 12 de diciembre  | Sebring       | Bruce McLaren  | Cooper-Climax       | Resultados |

## Clasificaciones

### Sistema de puntuación
- Puntuaban los cinco primeros de cada carrera, más un punto por vuelta rápida.
- Para el campeonato de pilotos solo contabilizaban los cinco mejores resultados obtenidos por cada competidor.
- Para el campeonato de constructores, solamente puntuaba el monoplaza mejor clasificado, aunque fuera de una escudería privada.
- Las 500 Millas de Indianápolis no contabilizan para el campeonato de constructores, aunque sí para el de pilotos.
- El punto por vuelta rápida no contabiliza para el campeonato de constructores, aunque sí para el de pilotos.

| Posición | 1.º | 2.º | 3.º | 4.º | 5.º | VR |
| Puntos   | 8   | 6   | 4   | 3   | 2   | 1  |

### Campeonato de Pilotos
| Pos. | Piloto                   | MON | 500 | NED | FRA | GBR | GER | POR | ITA | USA | Puntos  |
| ---- | ------------------------ | --- | --- | --- | --- | --- | --- | --- | --- | --- | ------- |
| 1    | Jack Brabham             | 1   |     | 2   | 3   | 1   | Ret | Ret | 3   | (4) | 31 (34) |
| 2    | Tony Brooks              | 2   |     | Ret | 1   | Ret | 1   | 9   | Ret | 3   | 27      |
| 3    | Stirling Moss            | Ret |     | Ret | DSQ | 2   | Ret | 1   | 1   | Ret | 25.5    |
| 4    | Phil Hill                | 4   |     | 6   | 2   |     | 3   | Ret | 2   | Ret | 20      |
| 5    | Maurice Trintignant      | 3   |     | 8   | 11  | 5   | 4   | 4   | 9   | 2   | 19      |
| 6    | Bruce McLaren            | 5   |     |     | 5   | 3   | Ret | Ret | Ret | 1   | 16.5    |
| 7    | Dan Gurney               |     |     |     | Ret |     | 2   | 3   | 4   |     | 13      |
| 8    | Joakim Bonnier           | Ret |     | 1   | Ret | Ret | 5   | Ret | 8   |     | 10      |
| 9    | Masten Gregory           | Ret |     | 3   | Ret | 7   | Ret | 2   |     |     | 10      |
| 10   | Rodger Ward              |     | 1   |     |     |     |     |     |     | Ret | 8       |
| 11   | Jim Rathmann             |     | 2   |     |     |     |     |     |     |     | 6       |
| 12   | Johnny Thomson           |     | 3   |     |     |     |     |     |     |     | 5       |
| 13   | Harry Schell             | Ret |     | Ret | 7   | 4   | 7   | 5   | 7   | Ret | 5       |
| 14   | Innes Ireland            |     |     | 4   | Ret |     | Ret | Ret | Ret | 5   | 5       |
| 15   | Olivier Gendebien        |     |     |     | 4   |     |     |     | 6   |     | 3       |
| 16   | Tony Bettenhausen        |     | 4   |     |     |     |     |     |     |     | 3       |
| 17   | Cliff Allison            | Ret |     | 9   |     |     | Ret |     | 5   | Ret | 2       |
| 18   | Jean Behra               | Ret |     | 5   | Ret |     | DNS |     |     |     | 2       |
| 19   | Paul Goldsmith           |     | 5   |     |     |     |     |     |     |     | 2       |
| NC   | Roy Salvadori            | 6   |     | Ret | Ret | 6   |     | 6   | Ret | Ret | 0       |
| NC   | Ron Flockhart            | Ret |     |     | 6   | Ret |     | 7   | 13  |     | 0       |
| NC   | Ian Burgess              |     |     |     | Ret | Ret | 6   |     | 14  |     | 0       |
| NC   | Wolfgang von Trips       | Ret |     |     |     |     | DNS |     |     | 6   | 0       |
| NC   | Johnny Boyd              |     | 6   |     |     |     |     |     |     |     | 0       |
| NC   | Graham Hill              | Ret |     | 7   | Ret | 9   | Ret | Ret | Ret |     | 0       |
| NC   | Duane Carter             |     | 7   |     |     |     |     |     |     |     | 0       |
| NC   | Harry Blanchard          |     |     |     |     |     |     |     |     | 7   | 0       |
| NC   | Carroll Shelby           |     |     | Ret |     | Ret |     | 8   | 10  |     | 0       |
| NC   | Giorgio Scarlatti        | DNQ |     |     | 8   |     |     |     | 12  |     | 0       |
| NC   | Alan Stacey              |     |     |     |     | 8   |     |     |     | Ret | 0       |
| NC   | Eddie Johnson            |     | 8   |     |     |     |     |     |     |     | 0       |
| NC   | Carel Godin de Beaufort  |     |     | 10  | 9   |     |     |     |     |     | 0       |
| NC   | Paul Russo               |     | 9   |     |     |     |     |     |     |     | 0       |
| NC   | Fritz d'Orey             |     |     |     | 10  | Ret |     |     |     | Ret | 0       |
| NC   | A. J. Foyt               |     | 10  |     |     |     |     |     |     |     | 0       |
| NC   | Chris Bristow            |     |     |     |     | 10  |     |     |     |     | 0       |
| NC   | Mário de Araújo Cabral   |     |     |     |     |     |     | 10  |     |     | 0       |
| NC   | Colin Davis              |     |     |     | Ret |     |     |     | 11  |     | 0       |
| NC   | Gene Hartley             |     | 11  |     |     |     |     |     |     |     | 0       |
| NC   | Henry Taylor             |     |     |     |     | 11  |     |     |     |     | 0       |
| NC   | Bob Veith                |     | 12  |     |     |     |     |     |     |     | 0       |
| NC   | Peter Ashdown            |     |     |     |     | 12  |     |     |     |     | 0       |
| NC   | Al Herman                |     | 13  |     |     |     |     |     |     |     | 0       |
| NC   | Ivor Bueb                | DNQ |     |     |     | 13  |     |     |     |     | 0       |
| NC   | Jimmy Daywalt            |     | 14  |     |     |     |     |     |     |     | 0       |
| NC   | Chuck Arnold             |     | 15  |     |     |     |     |     |     |     | 0       |
| NC   | Giulio Cabianca          |     |     |     |     |     |     |     | 15  |     | 0       |
| NC   | Jim McWithey             |     | 16  |     |     |     |     |     |     |     | 0       |
| NC   | Hans Herrmann            |     |     |     |     | Ret | Ret |     |     |     | 0       |
| NC   | Jack Fairman             |     |     |     |     | Ret |     |     | Ret |     | 0       |
| NC   | Bruce Halford            | Ret |     |     |     |     |     |     |     |     | 0       |
| NC   | Eddie Sachs              |     | Ret |     |     |     |     |     |     |     | 0       |
| NC   | Al Keller                |     | Ret |     |     |     |     |     |     |     | 0       |
| NC   | Dick Rathmann            |     | Ret |     |     |     |     |     |     |     | 0       |
| NC   | Bill Cheesbourg          |     | Ret |     |     |     |     |     |     |     | 0       |
| NC   | Don Freeland             |     | Ret |     |     |     |     |     |     |     | 0       |
| NC   | Ray Crawford             |     | Ret |     |     |     |     |     |     |     | 0       |
| NC   | Don Branson              |     | Ret |     |     |     |     |     |     |     | 0       |
| NC   | Bob Christie             |     | Ret |     |     |     |     |     |     |     | 0       |
| NC   | Bobby Grim               |     | Ret |     |     |     |     |     |     |     | 0       |
| NC   | Jack Turner              |     | Ret |     |     |     |     |     |     |     | 0       |
| NC   | Jud Larson               |     | Ret |     |     |     |     |     |     |     | 0       |
| NC   | Jimmy Bryan              |     | Ret |     |     |     |     |     |     |     | 0       |
| NC   | Red Amick                |     | Ret |     |     |     |     |     |     |     | 0       |
| NC   | Len Sutton               |     | Ret |     |     |     |     |     |     |     | 0       |
| NC   | Pat Flaherty             |     | Ret |     |     |     |     |     |     |     | 0       |
| NC   | Mike Magill              |     | Ret |     |     |     |     |     |     |     | 0       |
| NC   | Chuck Weyant             |     | Ret |     |     |     |     |     |     |     | 0       |
| NC   | Brian Naylor             |     |     |     |     | Ret |     |     |     |     | 0       |
| NC   | David Piper              |     |     |     |     | Ret |     |     |     |     | 0       |
| NC   | Mike Taylor              |     |     |     |     | Ret |     |     |     |     | 0       |
| NC   | Alejandro de Tomaso      |     |     |     |     |     |     |     |     | Ret | 0       |
| NC   | George Constantine       |     |     |     |     |     |     |     |     | Ret | 0       |
| NC   | Bob Said                 |     |     |     |     |     |     |     |     | Ret | 0       |
| NC   | Alain de Changy          | DNQ |     |     |     |     |     |     |     |     | 0       |
| NC   | Lucien Bianchi           | DNQ |     |     |     |     |     |     |     |     | 0       |
| NC   | Maria Teresa de Filippis | DNQ |     |     |     |     |     |     |     |     | 0       |
| NC   | Pete Lovely              | DNQ |     |     |     |     |     |     |     |     | 0       |
| NC   | Jean Lucienbonnet        | DNQ |     |     |     |     |     |     |     |     | 0       |
| NC   | André Testut             | DNQ |     |     |     |     |     |     |     |     | 0       |
| NC   | Bill Moss                |     |     |     |     | DNQ |     |     |     |     | 0       |
| NC   | Keith Greene             |     |     |     |     | DNQ |     |     |     |     | 0       |
| NC   | Mike Parkes              |     |     |     |     | DNQ |     |     |     |     | 0       |
| NC   | Trevor Taylor            |     |     |     |     | DNQ |     |     |     |     | 0       |
| NC   | Dennis Taylor            |     |     |     |     | DNQ |     |     |     |     | 0       |
| NC   | Tim Parnell              |     |     |     |     | DNQ |     |     |     |     | 0       |
| NC   | Asdrúbal Fontes Bayardo  |     |     |     | DNS |     |     |     |     |     | 0       |
| NC   | Phil Cade                |     |     |     |     |     |     |     |     | DNS | 0       |
| Pos. | Piloto                   | MON | 500 | NED | FRA | GBR | GER | POR | ITA | USA | Puntos  |

| Color      | Resultado                          |
| ---------- | ---------------------------------- |
| Oro        | Ganador                            |
| Plata      | 2.º puesto                         |
| Bronce     | 3.er puesto                        |
| Verde      | Finalizó en los puntos             |
| Azul       | Finalizó sin puntos                |
| Azul       | NC - No clasificado                |
| Violeta    | Ret - No terminó                   |
| Rojo       | DNQ - No se clasificó              |
| Rojo       | DNPQ - No se preclasificó          |
| Negro      | DSQ - Descalificado                |
| Blanco     | DNS - No empezó                    |
| Blanco     | WD - Retirado                      |
| Blanco     | C - Carrera cancelada              |
| Azul claro | TD - Entrenamientos libres (2003-) |
| Sin color  | DNP - Inscrito, pero no participó  |
| Sin color  | INJ - Inscrito, pero lesionado     |
| Sin color  | EX - Excluido                      |

| Estado  | Resultado                                                                             |
| ------- | ------------------------------------------------------------------------------------- |
| Negrita | Pole position                                                                         |
| Cursiva | Vuelta rápida                                                                         |
| 1-8     | Posiciones puntuables de clasificación sprint (2021-)                                 |
| †       | No acabó el Gran Premio, pero fue clasificado ya que completó el porcentaje necesario |
| ‡       | Monoplaza compartido                                                                  |
| ~       | Se otorgó la mitad de puntos ya que no se cumplió con el 75% de la carrera            |
| ≠       | No obtuvo puntos ya que era piloto invitado                                           |
| F2      | Inscrito para carrera de Fórmula 2, no sumaba puntos                                  |

#### Leyenda adicional
- Las puntuaciones sin paréntesis corresponden al cómputo oficial del Campeonato
  - La suma de la puntuación únicamente de los 5 mejores resultados del Campeonato, sin tener en cuenta los puntos que se hubieran obtenido en el resto de carreras.
- Las puntuaciones (entre paréntesis) corresponden al cómputo total de puntos obtenidos
  - La suma de la puntuación de todos los resultados del Campeonato, incluyendo los puntos obtenidos en carreras que no son computados para la clasificación final.

### Estadísticas del Campeonato de Pilotos
| Pos. | Piloto                   | N.º | País          | Puntos | Victorias | Podios | Poles |
| ---- | ------------------------ | --- | ------------- | ------ | --------- | ------ | ----- |
| 1    | Jack Brabham             | 8   | Australia     | 31     | 2         | 5      | 1     |
| 2    | Tony Brooks              | 2   | Reino Unido   | 27     | 2         | 4      | 2     |
| 3    | Stirling Moss            | 7   | Reino Unido   | 25.5   | 2         | 3      | 4     |
| 4    | Phil Hill                | 5   | EE. UU.       | 20     |           | 3      |       |
| 5    | Maurice Trintignant      | 6   | Francia       | 19     |           | 2      |       |
| 6    | Bruce McLaren            | 9   | Nueva Zelanda | 16.5   | 1         | 2      |       |
| 7    | Dan Gurney               | 36  | EE. UU.       | 13     |           | 2      |       |
| 8    | Joakim Bonnier           | 6   | Suecia        | 10     | 1         | 1      | 1     |
| 9    | Masten Gregory           | 2   | EE. UU.       | 10     |           | 2      |       |
| 10   | Rodger Ward              | 1   | EE. UU.       | 8      | 1         | 1      |       |
| 11   | Jim Rathmann             | 16  | EE. UU.       | 6      |           | 1      |       |
| 12   | Innes Ireland            | 10  | Reino Unido   | 5      |           |        |       |
| 13   | Harry Schell             | 19  | EE. UU.       | 5      |           |        |       |
| 14   | Johnny Thomson           | 3   | EE. UU.       | 4      |           | 1      | 1     |
| 15   | Olivier Gendebien        | 38  | Bélgica       | 3      |           |        |       |
| 16   | Tony Bettenhausen        | 1   | EE. UU.       | 3      |           |        |       |
| 17   | Jean Behra               | 30  | Francia       | 2      |           |        |       |
| 18   | Cliff Allison            | 3   | Reino Unido   | 2      |           |        |       |
| 19   | Paul Goldsmith           | 99  | EE. UU.       | 2      |           |        |       |
| NC   | Jean Lucienbonnet        | 14  | Francia       |        |           |        |       |
| NC   | Jim McWithey             | 58  | EE. UU.       |        |           |        |       |
| NC   | Mário de Araújo Cabral   | 18  | Portugal      |        |           |        |       |
| NC   | Keith Greene             | 54  | Reino Unido   |        |           |        |       |
| NC   | Jimmy Bryan              | 1   | EE. UU.       |        |           |        |       |
| NC   | Jimmy Daywalt            | 66  | EE. UU.       |        |           |        |       |
| NC   | Johnny Boyd              | 33  | EE. UU.       |        |           |        |       |
| NC   | Jack Turner              | 24  | EE. UU.       |        |           |        |       |
| NC   | Jack Fairman             | 22  | Reino Unido   |        |           |        |       |
| NC   | Jud Larson               | 7   | EE. UU.       |        |           |        |       |
| NC   | Pat Flaherty             | 64  | EE. UU.       |        |           |        |       |
| NC   | Ron Flockhart            | 4   | Reino Unido   |        |           |        |       |
| NC   | Red Amick                | 87  | EE. UU.       |        |           |        |       |
| NC   | Ray Crawford             | 49  | EE. UU.       |        |           |        |       |
| NC   | Peter Ashdown            | 52  | Reino Unido   |        |           |        |       |
| NC   | Pete Lovely              | 42  | EE. UU.       |        |           |        |       |
| NC   | Lucien Bianchi           | 10  | Bélgica       |        |           |        |       |
| NC   | Paul Russo               | 45  | EE. UU.       |        |           |        |       |
| NC   | Len Sutton               | 8   | EE. UU.       |        |           |        |       |
| NC   | Mike Parkes              | 60  | Reino Unido   |        |           |        |       |
| NC   | Mike Magill              | 77  | EE. UU.       |        |           |        |       |
| NC   | Wolfgang von Trips       | 4   | Alemania      |        |           |        |       |
| NC   | A.J. Foyt                | 10  | EE. UU.       |        |           |        |       |
| NC   | Roy Salvadori            | 12  | Reino Unido   |        |           |        |       |
| NC   | Maria Teresa de Filippis | 4   | Italia        |        |           |        |       |
| NC   | Trevor Taylor            | 44  | Reino Unido   |        |           |        |       |
| NC   | Bob Christie             | 65  | EE. UU.       |        |           |        |       |
| NC   | Chuck Arnold             | 71  | EE. UU.       |        |           |        |       |
| NC   | Chris Bristow            | 48  | Reino Unido   |        |           |        |       |
| NC   | Carroll Shelby           | 26  | EE. UU.       |        |           |        |       |
| NC   | Carel Godin de Beaufort  | 42  | Países Bajos  |        |           |        |       |
| NC   | Bruce Halford            | 44  | Reino Unido   |        |           |        |       |
| NC   | Brian Naylor             | 36  | Reino Unido   |        |           |        |       |
| NC   | Bobby Grim               | 48  | EE. UU.       |        |           |        |       |
| NC   | Chuck Weyant             | 47  | EE. UU.       |        |           |        |       |
| NC   | Bob Said                 | 18  | EE. UU.       |        |           |        |       |
| NC   | Bill Cheesbourg          | 53  | EE. UU.       |        |           |        |       |
| NC   | Bill Moss                | 56  | Reino Unido   |        |           |        |       |
| NC   | Andre Testut             | 56  | Mónaco        |        |           |        |       |
| NC   | Alan Stacey              | 11  | Reino Unido   |        |           |        |       |
| NC   | Alain de Changy          | 12  | Bélgica       |        |           |        |       |
| NC   | Al Keller                | 57  | EE. UU.       |        |           |        |       |
| NC   | Al Herman                | 89  | EE. UU.       |        |           |        |       |
| NC   | Ivor Bueb                | 46  | Reino Unido   |        |           |        |       |
| NC   | Mike Taylor              | 50  | EE. UU.       |        |           |        |       |
| NC   | Bob Veith                | 74  | EE. UU.       |        |           |        |       |
| NC   | Giulio Cabianca          | 28  | Italia        |        |           |        |       |
| NC   | Alessandro de Tomaso     | 14  | Argentina     |        |           |        |       |
| NC   | Henry Taylor             | 58  | EE. UU.       |        |           |        |       |
| NC   | Harry Blanchard          | 17  | EE. UU.       |        |           |        |       |
| NC   | Graham Hill              | 18  | Reino Unido   |        |           |        |       |
| NC   | Ian Burgess              | 42  | Reino Unido   |        |           |        |       |
| NC   | Giorgio Scarlatti        | 10  | Italia        |        |           |        |       |
| NC   | George Constantine       | 16  | EE. UU.       |        |           |        |       |
| NC   | Gene Hartley             | 88  | EE. UU.       |        |           |        |       |
| NC   | Fritz d'Orey             | 15  | Brasil        |        |           |        |       |
| NC   | David Piper              | 64  | Reino Unido   |        |           |        |       |
| NC   | Eddie Johnson            | 19  | EE. UU.       |        |           |        |       |
| NC   | Duane Carter             | 37  | EE. UU.       |        |           |        |       |
| NC   | Don Freeland             | 15  | EE. UU.       |        |           |        |       |
| NC   | Don Branson              | 9   | EE. UU.       |        |           |        |       |
| NC   | Dick Rathmann            | 73  | EE. UU.       |        |           |        |       |
| NC   | Dennis Taylor            | 62  | EE. UU.       |        |           |        |       |
| NC   | Colin Davis              | 40  | Reino Unido   |        |           |        |       |
| NC   | Hans Herrmann            | 11  | Alemania      |        |           |        |       |
| NC   | Eddie Sachs              | 44  | EE. UU.       |        |           |        |       |

### Campeonato de Constructores
| Pos. | Constructor              | MON | NED | FRA | GBR | GER | POR | ITA | USA | Puntos  |
| ---- | ------------------------ | --- | --- | --- | --- | --- | --- | --- | --- | ------- |
| 1    | Cooper-Climax            | 1   | (2) | (3) | 1   | (4) | 1   | 1   | 1   | 40 (53) |
| 2    | Ferrari                  | 2   | (5) | 1   |     | 1   | 3   | 2   | (3) | 32 (38) |
| 3    | BRM                      | Ret | 1   | 6   | 2   | 5   | 5   | 7   |     | 18      |
| 4    | Lotus-Climax             | Ret | 4   | Ret | 8   | Ret | Ret | Ret | 5   | 5       |
| NC   | Cooper-Maserati          | 6   |     | Ret | Ret | 6   | 10  | 11  | Ret | 0       |
| NC   | Aston Martin             |     | Ret |     | 6   |     | 6   | 10  |     | 0       |
| NC   | Porsche                  | Ret | 10  |     |     | DNS |     |     | 7   | 0       |
| NC   | Maserati                 | DNQ |     | 8   | Ret | WD  | WD  | 15  | DNS | 0       |
| NC   | Cooper-Borgward          |     |     |     | 10  |     |     |     |     | 0       |
| NC   | JBW-Maserati             |     |     |     | Ret |     |     |     |     | 0       |
| NC   | Vanwall                  |     |     |     | Ret |     |     |     |     | 0       |
| NC   | Kurtis Kraft-Offenhauser |     |     |     |     |     |     |     | Ret | 0       |
| NC   | Cooper-OSCA              |     |     |     |     |     |     |     | Ret | 0       |
| NC   | Tec-Mec-Maserati         |     |     |     |     |     |     |     | Ret | 0       |
| NC   | Connaught-Alta           |     |     |     | WD  |     |     |     | Ret | 0       |
| NC   | Behra-Porsche-Porsche    | DNQ |     |     |     | DNS |     |     |     | 0       |
| NC   | Fry-Climax               |     |     |     | DNQ |     |     |     |     | 0       |
| Pos. | Constructor              | MON | NED | FRA | GBR | GER | POR | ITA | USA | Puntos  |

Leyenda adicional
- En negrita, los 5 mejores resultados computables para el Campeonato de Constructores
- Entre (paréntesis), el cómputo total de puntos obtenidos